# Бровкович, Алексей Витальевич
Алексей Витальевич Бровкович (1974—1995) — лейтенант милиции, участник первой чеченской войны, Герой Российской Федерации (1996).

## Биография
Алексей Бровкович родился 19 ноября 1974 года в Калининграде в семье военнослужащего. В 1991 году окончил калининградскую среднюю школу № 43 и поступил в Рязанское высшее воздушно-десантное командное училище, однако через год по семейным обстоятельствам оставил учёбу. В 1993 году Бровкович был уволен в запас. С октября 1993 года — в органах МВД РФ. Был стажёром, младшим инспектором, оперуполномоченным СОБРа УБОП при УВД Калининградской области. С 6 ноября 1995 года участвовал в первой чеченской войне.

## Военная операция в Гудермесе
Ранним утром 14 декабря 1995 года на въезде в город Гудермес группа сепаратистов численностью 30-40 человек захватила районную больницу. Через 40 минут одетые в белые халаты боевики стали занимать дома рядом с городской комендатурой и обустраивать свои огневые позиции. Как впоследствии стало известно, в общей сложности в город тайно проникло около шестисот сторонников Дудаева. Вокруг комендатуры, находившейся в здании педучилища, начался ожесточённый бой. Бровкович в составе группы из девяти человек держал оборону на крыше здания. Это был его первый открытый бой. Командир группы старший лейтенант милиции Вилорий Бусловский послал Бровковича организовать огневую точку на углу крыши учебного корпуса. Несмотря на массированный вражеский огонь, Бровкович пробрался к указанному месту и в течение трёх часов успешно вёл целеуказание отряду и наблюдение за подступами к зданию. К 8 часам утра Бровкович занимал оборону на первом этаже комендатуры. В это время к училищу прорвались четыре бронетранспортёра и один грузовик «Урал» с боеприпасами бригады внутренних войск. Бровкович вместе с уцелевшими бойцами начал переносить в укрытие миномёты. В это время он получил тяжёлое ранение в грудь. Первую помощь ему оказали медики вологодского ОМОНа, затем ещё в течение девятнадцати часов они боролись за его жизнь, но безуспешно. Похоронен в Калининграде на Старом городском кладбище.

## Награды
Указом Президента Российской Федерации № 1123 от 1 августа 1996 года лейтенант милиции Алексей Бровкович посмертно был удостоен высокого звания Героя Российской Федерации.

## Память
- В честь Бровковича названы улица и школа № 43 в Калининграде[1].